# Starbucks
Starbucks Corp. (NASDAQ: SBUX) ist ein auf Kaffeeprodukte spezialisiertes, international tätiges US-amerikanisches Einzelhandelsunternehmen und Franchisegeber. Das Unternehmen hat seinen Hauptgeschäftssitz in Seattle im US-Bundesstaat Washington. Starbucks kauft, röstet und vertreibt Kaffeebohnen über die konzerneigenen und lizenzierten Cafés (insgesamt > 30.500) in 80 Staaten (Stand: November 2021) und ist somit die größte Kaffeehauskette der Welt.

## Geschichte

### Gründung

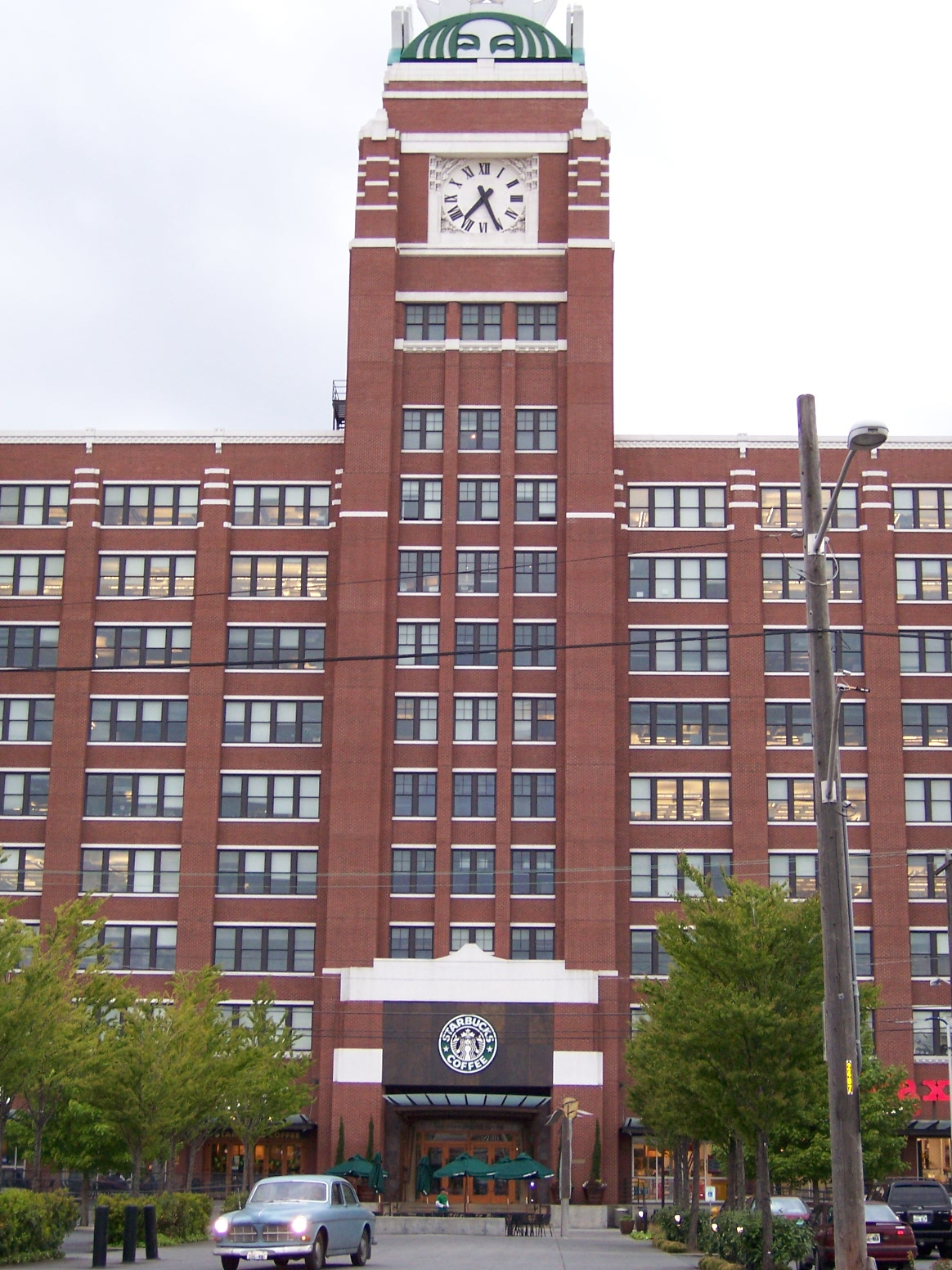
Starbucks-Verwaltungszentrale in Seattle

Im April 1971 eröffneten die Studienfreunde Gerald Baldwin, Gordon Bowker und Zev Siegl aus San Francisco im alten Hafen Seattle am Pike Place 1912 das Kaffee-, Tee- und Gewürzgeschäft „Starbucks Coffee, Tea and Spice“. Den Namen wählten sie in Anlehnung an den Steuermann Starbuck aus Herman Melvilles Roman Moby Dick. Bis 1981 wurden weitere drei Filialen in Seattle eröffnet.

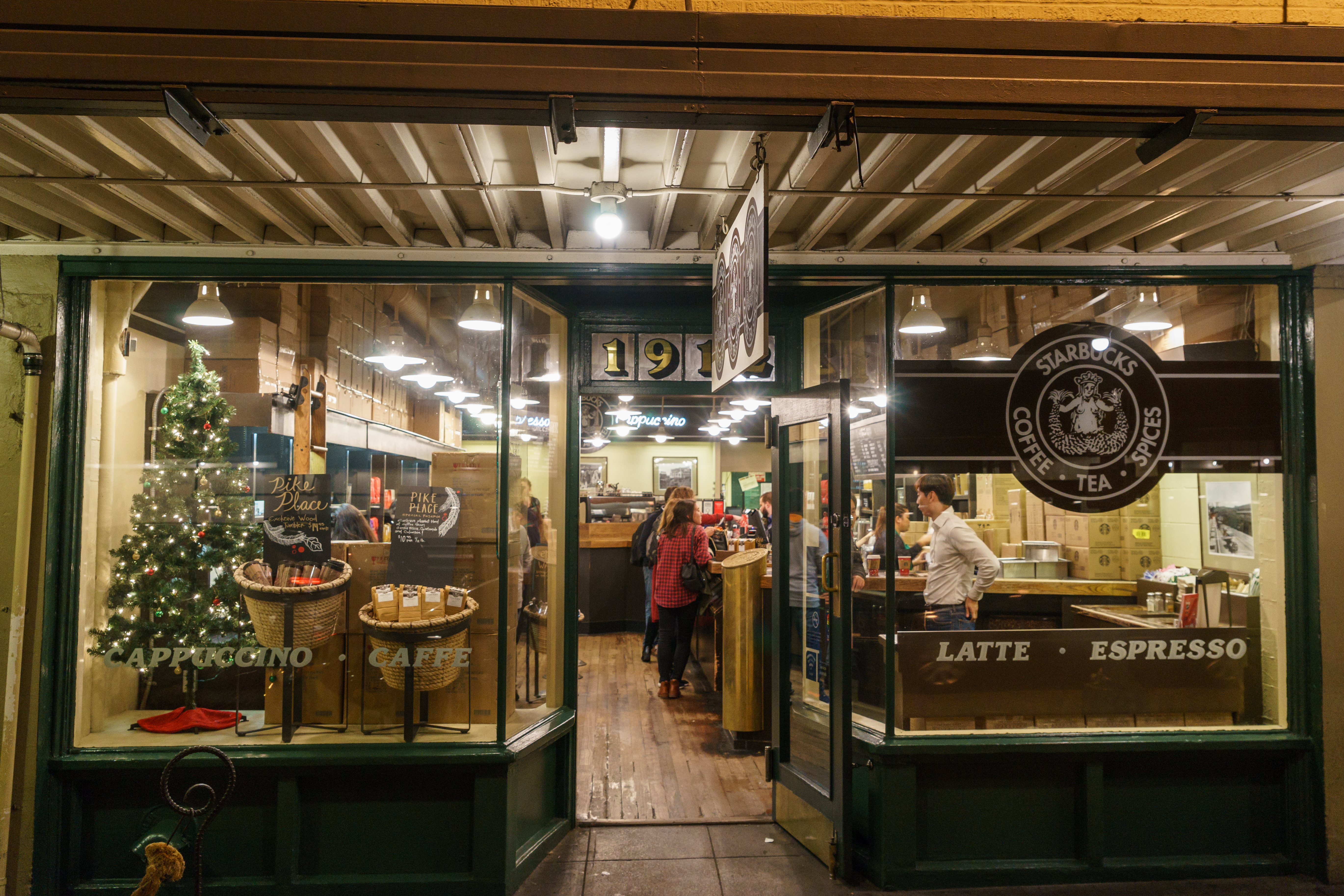
Der erste Starbucks-Laden am Pike Place 1912 heute

### Einstieg von Schultz
1982 übernahm Howard Schultz bei Starbucks die Leitung des Einzelhandels und der Vermarktung. Zunächst weitete er das Geschäft auf die Belieferung gehobener Restaurants und Espresso-Bars mit Kaffeebohnen aus. Der Besuch einer Verkaufsmesse in Mailand brachte ihn 1983 auf die Idee, neben dem Bohnenverkauf auch zubereiteten Kaffee zum Vor-Ort-Verzehr anzubieten. 1984 gestanden ihm die Inhaber zu, kleine Espresso-Bars in den Läden einzurichten. Das Kaffeebarkonzept erwies sich als erfolgreich, wenngleich eine weitere Expansion abgelehnt wurde, da laut Baldwins, Bowkers und Siegls die Liebhaberei immer Vorrang vor dem Geschäftlichen haben sollte. Das führte schließlich zum Bruch der Geschäftsbeziehung. Schultz kündigte bei Starbucks und eröffnete 1985 seine eigene Kaffeebar namens Il Giornale, wobei ihn seine früheren Arbeitgeber unterstützten. Nachdem er Investoren gefunden hatte, war er in der Lage, seinen früheren Arbeitgebern und Kaffee-Connaisseuren ein überzeugendes Übernahmeangebot zu machen. 1987 kaufte er das Unternehmen Starbucks für 3,8 Millionen US-Dollar und begann – mit 11 Läden und 100 Angestellten – mit dessen Expansion. Im Zuge der Ministerkonferenz der Wirtschafts- und Handelsminister der WTO in Seattle 1999 kam es zu Ausschreitungen und es wurden Starbucks-Filialen beschädigt, was auf Unverständnis im Management stieß, da man sich unter Howard Schultz als sozial ausgerichtet verstand.

### Expansion und weitere Entwicklung

Länder mit Starbucks-Filialen (Stand: Oktober 2022)

1989 hatte Schultz die Anzahl seiner Filialen auf 55 verfünffacht, vor allem an der Westküste und in Portland, Oregon. 1992 wurde Starbucks in eine Aktiengesellschaft umgewandelt. Die Stammaktien werden seither am NASDAQ National Market unter dem Kürzel „SBUX“ gehandelt. Mit dem Geld des Börsengangs konnte das Filialnetz ausgebaut werden; Starbucks war bald an 272 Standorten vertreten.
1994/95 waren die Ostküste und der Golf von Mexiko erreicht, mit insgesamt 676 Standorten US-weit.
Ab 1996 folgten erste Standorte in Japan, Singapur und auf den Philippinen und bis zum Jahr 2000 Filialen im Vereinigten Königreich, der Republik China (Taiwan), Thailand, Neuseeland, Malaysia, der Volksrepublik China, Kuwait, Südkorea, dem Libanon, den Vereinigten Arabischen Emiraten, Katar, Bahrain, Saudi-Arabien sowie die ersten Filialen in Australien.
Dabei kaufte Starbucks 1999 den Teehersteller Tazo auf. Zudem wurde mit Thermoplan ein Vertrag über die exklusive Lieferung der Kaffeemaschinen abgeschlossen. Im Jahr 2000, bei weltweit 3500 Standorten, zog sich Schultz aus dem operativen Geschäft zurück und wechselte in den Aufsichtsrat.
2001/2002 eröffneten Filialen in der Schweiz und in Österreich. In Deutschland ging Starbucks ein Joint Venture mit der KarstadtQuelle AG, die KarstadtCoffee GmbH ein. Die Expansion setzte sich fort mit Kaffeehäusern in der Türkei, Chile und Peru auf weltweit 7225 Standorte. 2003 waren 7000 Cafés im Besitz von Starbucks. 2004/2005 geriet Starbucks’ deutscher Partner Arcandor in finanzielle Schwierigkeiten, worauf die KarstadtCoffee GmbH vom amerikanischen Mutterkonzern übernommen wurde.
In einem öffentlich bekannt gewordenen Memo von Schultz an die oberste Führungsebene im Februar 2007 beklagte er, dass „die Romantik und das Schauspiel verschwunden sind“, die Läden hätten ihre Seele verloren. Die Vollmechanisierung des Brühprozesses, lange Warteschlangen und Sandwiches anstelle von Muffins trieben laut seiner Aussage die Kunden von Starbucks zur Konkurrenz. Am 8. Januar 2008 kehrte Schultz als CEO zurück und leitete eine Sanierung und eine neue Markterschließungsstrategie ein. In den USA wurden 600 Filialen geschlossen und bis zu 12.000 Teil- und Vollzeitarbeitsplätze abgebaut. Im Geschäftsjahr 2015 setzte die Coffee-Shop-Kette rund 19,2 Milliarden US-Dollar um.
Im Dezember 2016 kündigte das Unternehmen an, dass sich Schultz zum April 2017 erneut aus der Geschäftsführung zurückziehen und das Amt des CEO an den bisherigen COO Kevin R. Johnson abgeben werde. Schultz solle dem Unternehmen in anderer Funktion erhalten bleiben.
Im Februar 2017 kündigte Starbucks an, in Europa neben der seit 2003 bestehenden Rösterei in Amsterdam bis 2018 eine zweite Rösterei in Mailand zu bauen und mit mehreren Filialen in den italienischen Markt einzutreten.
Im November 2017 verkaufte das Unternehmen die Teemarke Tazo für 384 Millionen US-Dollar an Unilever.
Im Mai 2018 übernahm der Schweizer Nestlé-Konzern für 7,15 Milliarden US-Dollar die weltweiten Vermarktungsrechte für Produkte wie Bohnen oder gemahlenen Kaffee des Produzenten Starbucks. Nicht davon betroffen sind fertige Getränke und der Verkauf sämtlicher Produkte in Starbucks-Cafés. Das entsprach in etwa dem 3,5-fachen des damaligen Jahresumsatzes.
Im Juni 2018 teilte Starbucks das Ausscheiden von Howard Schultz aus der Firmenleitung mit. Im selben Jahr war Starbucks mit 28.000 Cafés in 75 Ländern vertreten.
Im April 2022 teilte das Unternehmen mit, dass der bisherige CEO Kevin R. Johnson von seinem Posten zurücktritt und übergangsweise Howard Schultz die Leitung des Unternehmens wieder übernimmt. Starbucks plant bis Herbst 2022 einen neuen CEO zu finden. [veraltet]
2022 hat sich Starbucks wegen des Ukraine-Kriegs komplett aus Russland zurückgezogen. Die Mietverträge für die zuletzt rund 130 Starbucks-Filialen in Russland will der Rapper Timati übernehmen.

Filialen
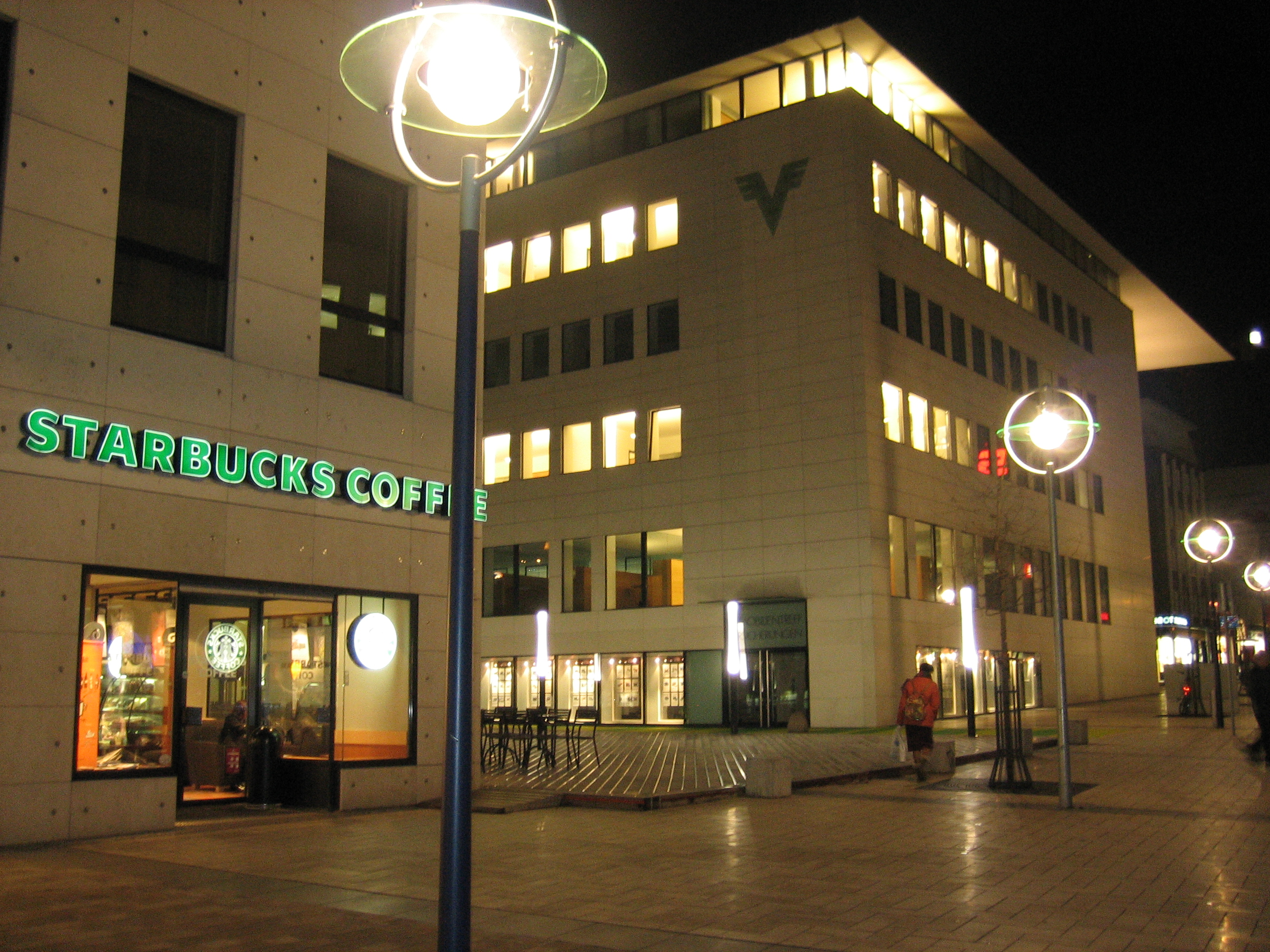
Dortmund
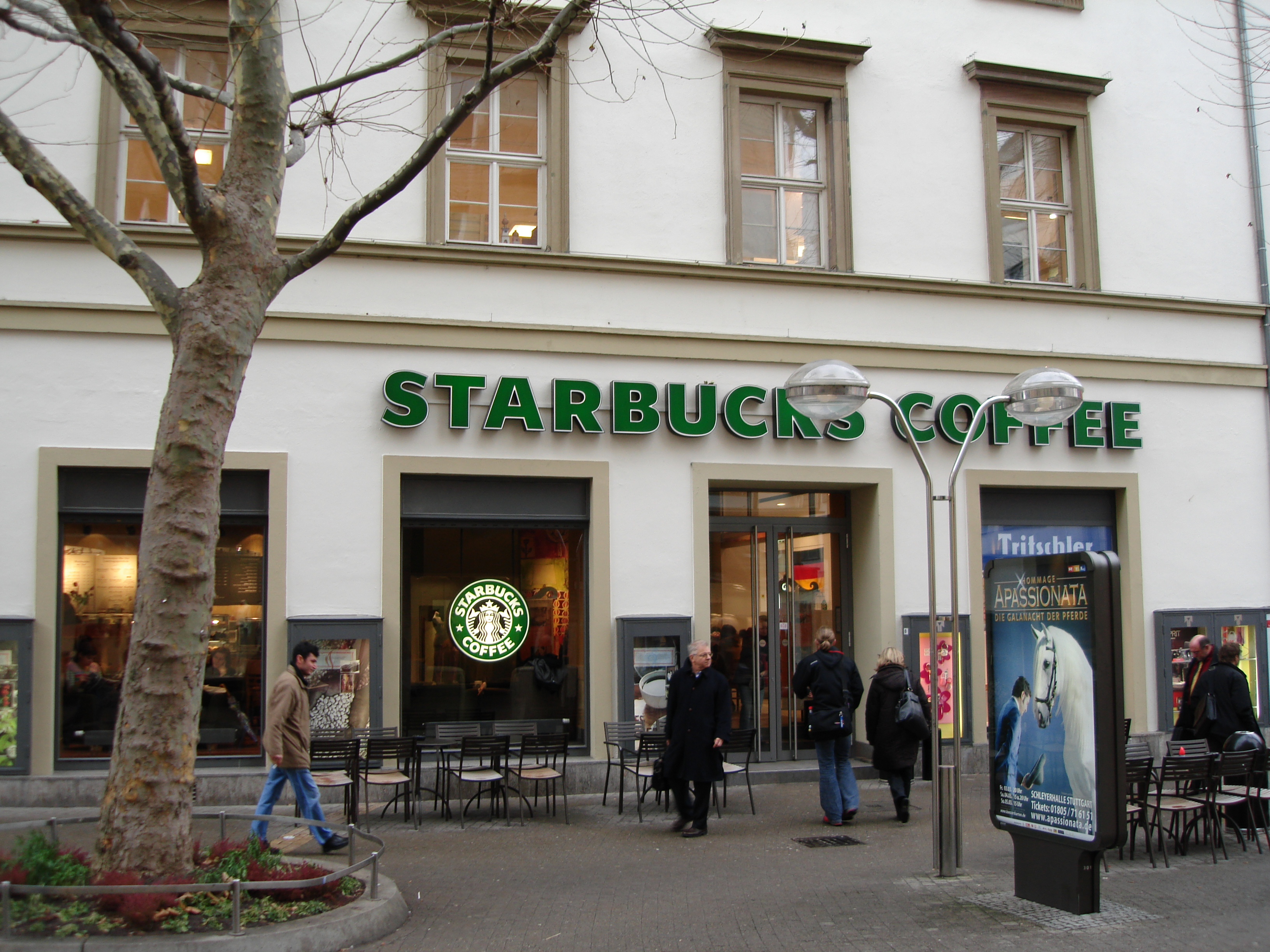
Stuttgart, Königstraße
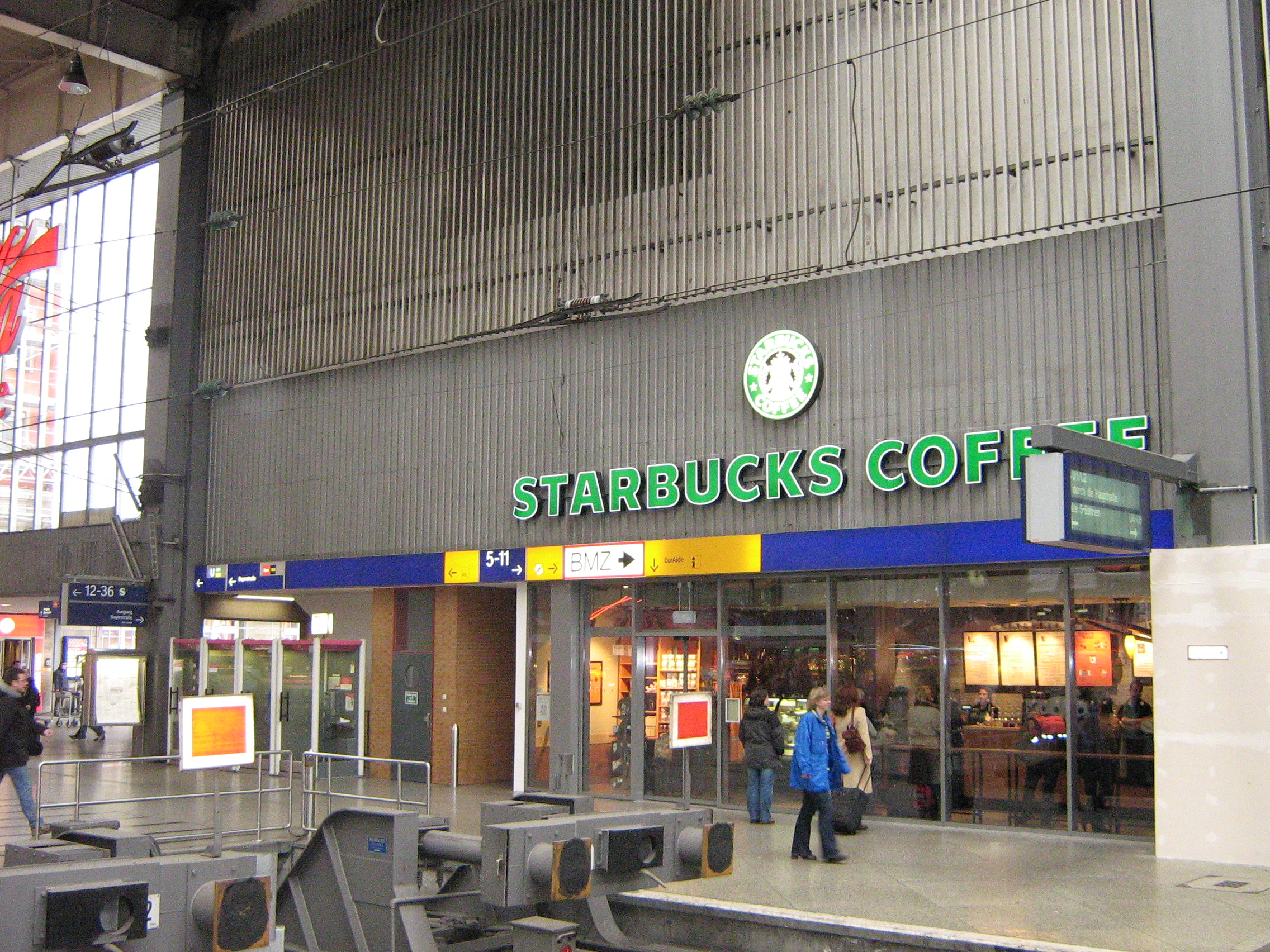
Filiale, München Hauptbahnhof
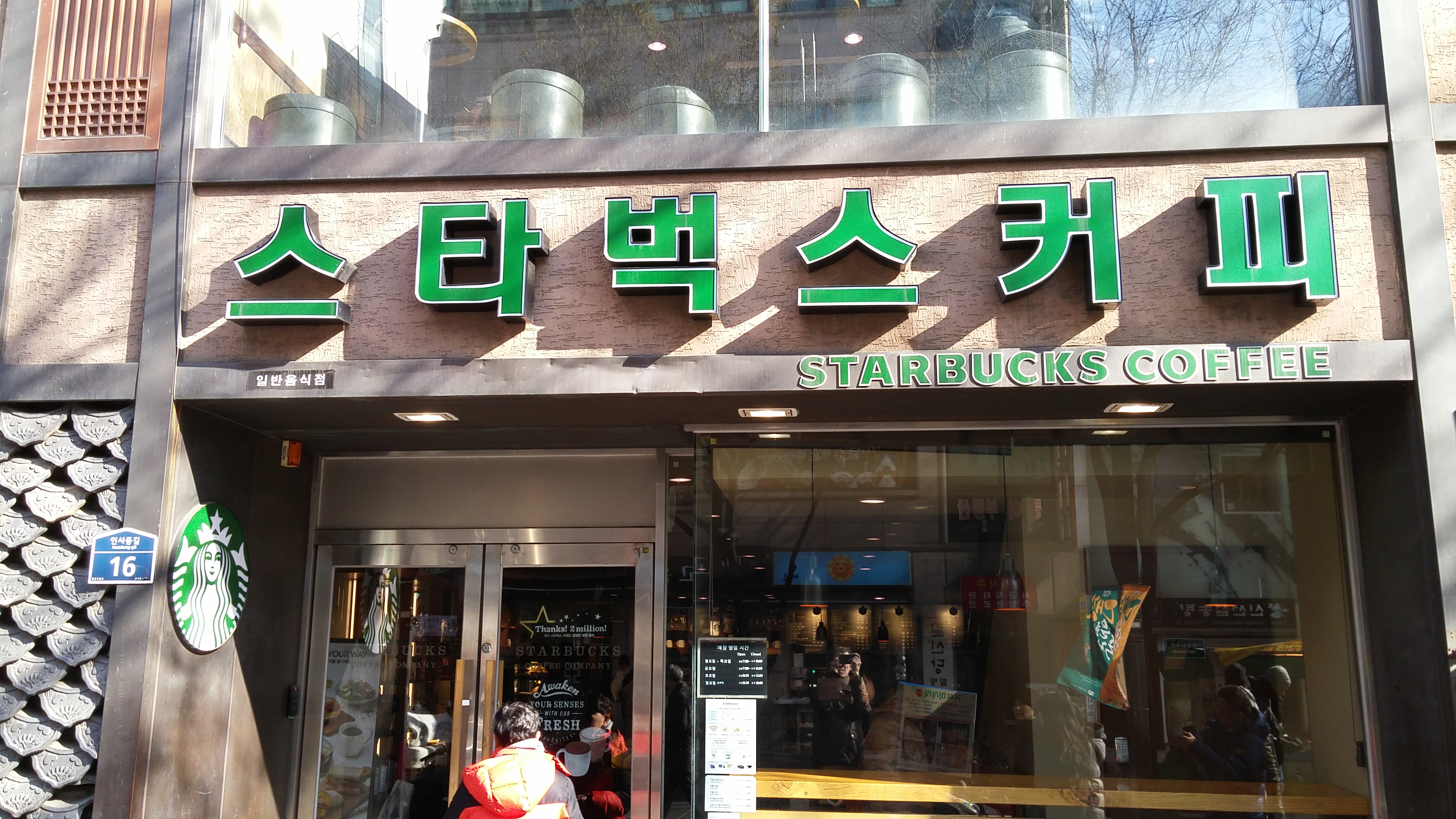
Seoul, Südkorea

## Unternehmen

### Firmenlogo
Das Logo wurde über die Jahre mehrfach geändert. Am Anfang war die Sirene noch barbusig. In der zweiten Version verdeckten Haare die Brüste, es war aber noch ein Bauchnabel zu sehen. In der Version ab 1992 ist auch dieser nicht mehr zu sehen. Seit 2011 wird die umlaufende Firmenbezeichnung weggelassen, die Sirene alleine bildet das Logo.

Logos
1971–1987
1987–1992
1992–2011
Aktuelles Logo seit 2011

### Produkte
Zu dem weltweit einheitlichen Angebot der Kette zählen in erster Linie Kaffeeprodukte. Darüber hinaus wird ein Sortiment an Kaffeebohnen vertrieben. Generell werden die Produkte aus dunkel gerösteten Arabica-Kaffeebohnen hergestellt. Weiter vertreibt Starbucks mehrere Musik-CDs unter eigenem Label. Kuchen und Gebäck werden teilweise für die Zielmärkte direkt aus den USA bezogen. Gäste bei Starbucks können zudem aus verschiedenen Milchsorten oder Alternativen wählen, darunter sind fettreduzierte Milch, laktosefreie Milch und Sojamilch.
Starbucks bietet neben Eigenkreationen landläufig Bekanntes wie normalen Filterkaffee, Caffè Latte, Cappuccino oder Espresso an. Darüber hinaus gibt es noch Variationen dieser Kaffeegetränke, wie Caramel Macchiato, Caffé Mocha und White Caffé Mocha sowie eisvermischte Getränke (Frappuccino), bei denen eine Kaffee- („blended coffee“) oder Milchbasis („blended cream“) mit zerkleinertem Eis und verschiedenen Aromen zu einem Kaltgetränk verarbeitet wird. Fruchtsäfte wie Himbeer- und Mangosaft werden mit Tazo-Tee und zerkleinertem Eis zu „blended juice drinks“ kombiniert.
Seit September 2012 bietet Starbucks unter dem Namen „Verismo“ eine Ein-Tassen-Kaffeemaschine für Espresso, Caffè Latte und Filterkaffee an.

#### Nährwerte
Die Initiative „Action on Sugar“, in der Experten für Gesundheit und Ernährung Lebensmittel auf ihren Zuckergehalt prüfen, veröffentlichte Februar 2016 Ergebnisse einer Untersuchung, nach dem das Produkt „Hot Mulled Fruit – Grape with Chai, Orange and Cinnamon – Venti“ die Zuckermenge von etwa 25 Teelöffeln enthalte. Die servierte Menge Zucker pro Konsumeinheit beliefe sich auf 99 Gramm. Damit ist dies das zuckerhaltigste Getränk der 131 untersuchten Produkte. Im Ranking belegten Starbucks-Produkte auch Platz 3 und 4: „White Chocolate Mocha with Whipped Cream – Venti“ enthält 73,8 g Zucker, „Signature Hot Chocolate – Venti“ noch 60 Gramm (entspricht 18 bzw. 15 Teelöffeln). Action on Sugar sprach von einer „skandalösen Menge“.

“These results highlight the need for more transparency on sugar content and compulsory labelling of sugar content.”

„Diese Ergebnisse betonen die Notwendigkeit von mehr Transparenz  und verpflichtende Etikettierungen bezüglich des Zuckergehaltes.“

Dem gegenüber berief sich Starbucks auf bereits veröffentlichte Nährwerttabellen in den Geschäften und betonte, dass das Sortiment auch Produkte mit geringerem Zuckeranteil beinhalte.

### Niederlassungen

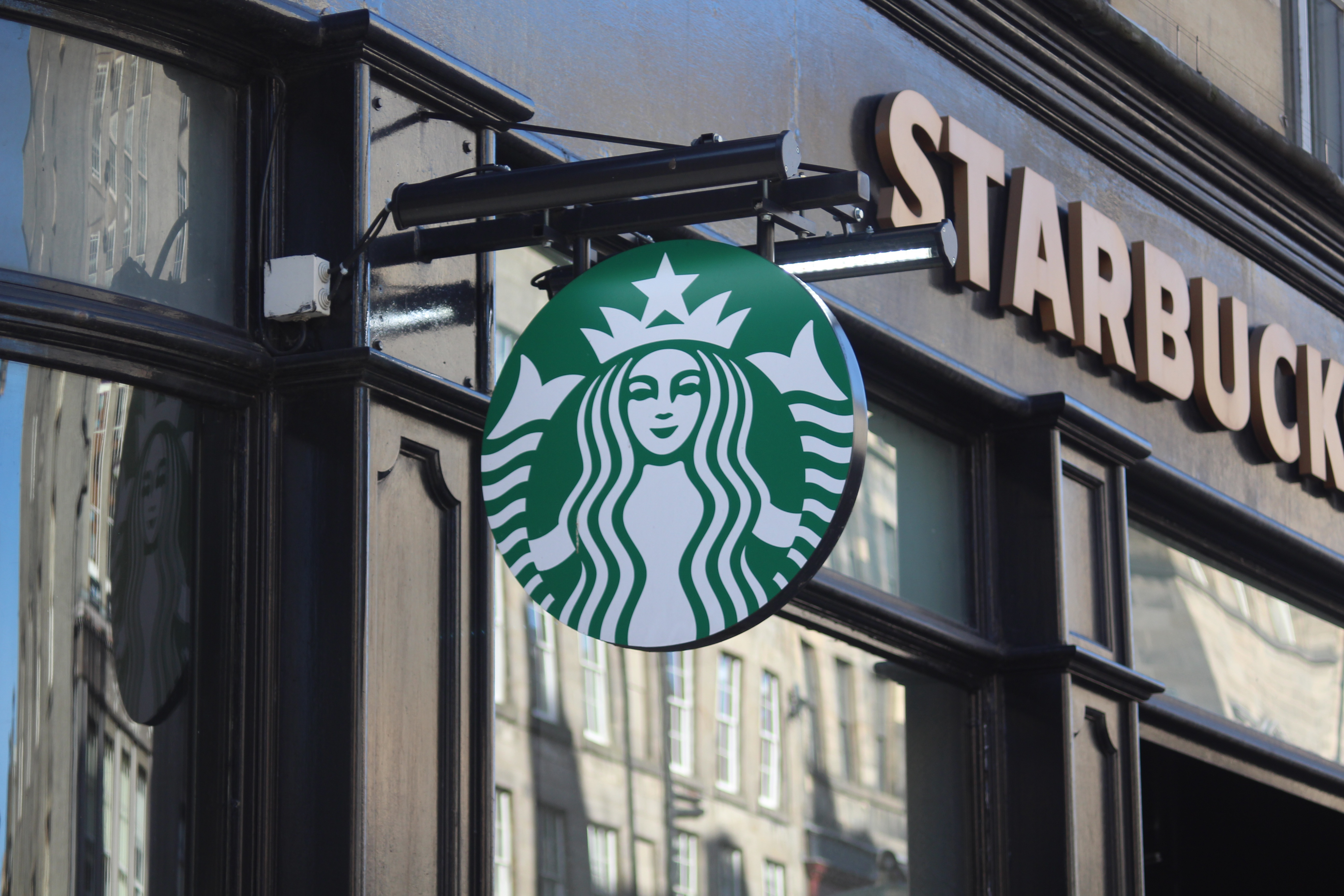
Starbucks auf der Royal Mile in Edinburgh

Starbucks ist auf mehreren Kontinenten präsent und zählt zu den bekanntesten Marken der Welt, vergleichbar mit McDonald’s. 2018 gab es weltweit über 29.000 Starbucks-Coffeeshops, davon wurden 15.341 selbst und 13.983 im Franchisegeschäft betrieben. Mit Stand Mai 2014 befinden sich weltweit die meisten Starbucks-Filialen in der südkoreanischen Hauptstadt Seoul.

#### Starbucks in Deutschland
Die ersten beiden Starbucks-Filialen in Deutschland wurden im Mai 2002 in Berlin eröffnet. 2016 zählte Starbucks 158 Filialen in Deutschland, davon 144 eigene Geschäfte und 14 Kaffeehäuser unter den Franchiseunternehmen New Vision, SSP Germany und Marché.
Sie werden alle direkt von der AmRest Coffee Deutschland Sp. z o.o. & Co. KG mit Sitz in München betrieben, die bis April 2016 als Starbucks Coffee Deutschland GmbH firmierte und bis Mai 2012 ihren Sitz in Essen hatte. Die deutschen Starbucks-Filialen gehörten früher zu 82 Prozent dem Kaufhaus-Konzern KarstadtQuelle, der seine Beteiligung im November 2004 krisenbedingt an Starbucks veräußerte. Im April 2016 wurde bekannt, dass Starbucks Deutschland 100 Prozent seiner Anteile an die polnische AmRest für rund 41 Millionen Euro verkaufte.

#### Starbucks in Österreich
In Österreich ist die Kaffeehauskette mit 19 Filialen vertreten (Stand: 2023), diese umfassen 15 Filialen in Wien, 3 Filialen in Salzburg, sowie eine in der Shopping City Süd (Stadt: Vösendorf). Die erste Niederlassung Österreichs wurde am 8. Dezember 2001 in der Wiener Kärntner Straße eröffnet. Eben jene Filiale wurde mit 12. Juni 2016 geschlossen. Nach Aussage des Unternehmens sei der Standort – mit einer kolportierten Monatsmiete von rund 25.000 Euro – unrentabel geworden und bedurfte zudem einer Renovierung. Damit reduzierte sich die Anzahl der Filialen im Juni 2016 von 19 auf 18. Angekündigt war 2001 binnen 5 Jahren 60 Cafés in Österreich zu eröffnen.

#### Starbucks in der Schweiz
Seit 2001 ist Starbucks in der Schweiz mit 62 Filialen (Stand: April 2018) vertreten. Von diesen entfallen alleine 16 Filialen auf die Stadt Zürich, sowie 9 Filialen in Genf und jeweils 4 Filialen auf Basel und Bern bzw. 29 in der restlichen Schweiz. Die im März 2001 eröffnete Starbucks-Filiale am Zürcher Central war die erste Niederlassung des Konzerns in Kontinentaleuropa. Wegen ihrer kulturellen Diversität benutzte das Unternehmen die Schweiz als Testmarkt.
Im Rahmen einer neunmonatigen Testphase betrieb Starbucks in Kooperation mit Elvetino seit dem 21. November 2013 einen Doppelstock-Speisewagen der SBB auf der Strecke St. Gallen – Genf. Im Gegensatz zu anderen Filialen wurden komplette Mahlzeiten angeboten. Softdrinks und alkoholische Getränke waren weggefallen. Im Obergeschoss fand Bedienung statt, im Untergeschoss Selbstbedienung und Stehtische, betrieben von bis zu 4 Mitarbeitern. Die Kosten für den Umbau des ersten Fahrzeugs bezifferten die SBB auf 1,6 Millionen Franken. Der Kaffee von Starbucks ist nun in allen regulären Speisewagen der SBB erhältlich. Das Grund-Konzept der Starbucks-Speisewagen wurde hingegen nicht weiter verfolgt und stattdessen in das neue Konzept der SBB integriert.
Im März 2020 hat Starbucks Schweiz infolge der COVID-19-Pandemie den Betrieb bis auf Weiteres eingestellt.

#### Starbucks in China
2018 hatte Starbucks in der Volksrepublik China 3000 Filialen, 600 und die weltweit größte in Shanghai mit 2.700 m². Alle 15 Stunden wurde 2018 eine neue chinesische Filiale eröffnet.

### Geschäftspraktiken
Zentral bei Neueröffnungen von Filialen ist die Wahl eines Standortes mit einem hohen Anteil an Laufkundschaft (Verkehrsstationen, Einkaufszentren oder Zentren großer Städte) sowie ein großflächiger Einstieg in nationale Märkte, häufig in Kooperation mit nationalen Unternehmen wie zum Beispiel KarstadtQuelle in Deutschland. Nach einer erfolgreichen Positionierung am Markt trennt sich Starbucks häufig von den Kooperationsunternehmen, oft werden diese auch übernommen, so zum Beispiel durch die Seattle Coffee Company in Großbritannien oder Sazabys in Japan. Die oft frei erfundenen Produktnamen sind zumeist Eigenkreationen in einer Mischung aus in erster Linie Englisch und Italienisch, teilweise fließen auch französische Begriffe mit ein. Einher damit geht die Bezeichnung der Angestellten als Baristas, eigentlich eine italienische Berufsbezeichnung für Bedienungspersonal, das Espresso zubereitet.
Kunden werden nach ihrem Vornamen gefragt, um sie nicht mit der Nummer der Bestellung aufzurufen, falls ihr Getränk nicht sofort über die Theke gereicht werden kann. Bei Stammkunden ist dieser beim Personal im lokalen Cafe bekannt. Teilweise werden Mietverträge für Cafés von Mitbewerbern übernommen, indem vor deren Verlängerung mit dem Vermieter verhandelt wurde. Bibliotheken und die Innenstadt von New York, wo die Filialdichte am höchsten ist, sind gezielt ausgesuchte Filialstandorte. Der Zielkundschaft wird vermittelt, dass der Kaffee dieser Marke ein erschwingliches Prestige gehobener Gesellschaft ist, dass 99 % der eingekauften Kaffeebohnen aus fairem Handel stammen und der Konsum sich als intellektuell vereinbar mit der Konsumverweigerung der 68er-Bewegung darstellt. In der Ausstattung der Cafés werden eckige Tische vermieden, es wird angestrebt, dem Kunden ein Dritter Ort zu sein.

### Geschäftsdaten
2014 war Starbucks mit 20.519 eigenen und lizenzierten Kaffeehäusern in über 65 Ländern vertreten. 2013 erwirtschaftete Starbucks mit über 182.000 Mitarbeitern weltweit einen Jahresumsatz von 14,89 Milliarden US-Dollar. Bis 2017 stieg die Mitarbeiterzahl auf 277.000 und der Umsatz auf 22,39 Milliarden US-Dollar. Im selben Zeitraum konnte der Gewinn von 8 Millionen auf 2,9 Milliarden US-Dollar gesteigert werden.
Trotz steigender Anzahl von Läden musste Starbucks am 15. November 2007 erstmals einen Rückgang der Kundenzahlen in den USA bekanntgeben.
Die Starbucks-Aktie wurde erstmals im Juni 1992 mit 17 US-Dollar gehandelt und erreichte am 5. Mai 2006 mit 39,63 US-Dollar einen Höchststand und rutschte bis zum 2. Januar 2008 um 48 Prozent auf 19,31 US-Dollar ab. Danach stieg die Aktie mit kleineren Unterbrechungen an und überstieg 2012 erstmals den Wert von 80 US-Dollar. 2013 lag der Höchstwert der Aktie bei 82,50 US-Dollar. Im Oktober 2018 lag der Börsenwert des Unternehmens bei ca. 78 Mrd. US-Dollar.
6,34 % der Aktien sind im Besitz der Vanguard Group und 5,91 % gehören BlackRock, der Rest befindet sich im Streubesitz.
| Jahr | Angestellte | Umsatz in Mio. US-$ | Bilanzgewinn in Mio. US-$ |
| ---- | ----------- | ------------------- | ------------------------- |
| 2010 | 137.000     | 10.707              | 946                       |
| 2011 | 149.000     | 11.700              | 1.246                     |
| 2012 | 160.000     | 13.277              | 1.384                     |
| 2013 | 182.000     | 14.892              | 8                         |
| 2014 | 191.000     | 16.448              | 2.068                     |
| 2015 | 238.000     | 19.163              | 2.757                     |
| 2016 | 254.000     | 21.316              | 2.818                     |
| 2017 | 277.000     | 22.387              | 2.885                     |
| 2018 | 291.000     | 24.720              | 4.518                     |
| 2019 | 346.000     | 26.509              | 3.599                     |
| 2020 | 349.000     | 23.518              | 928                       |
| 2021 | 383.000     | 29.061              | 4.199                     |
| 2022 | 402.000     | 32.250              | 3.282                     |
| 2023 | 381.000     | 35.976              | 4.125                     |

### Digitalisierung
In vielen Ländern wird via WLAN kostenfreier Internetzugang angeboten, den Starbucks zum Beispiel in Zusammenarbeit mit British Telecom realisiert. Zudem war das Unternehmen einer der ersten Dienstleister, der mobiles Bezahlen über das Smartphone ermöglicht hat. Insbesondere war Starbucks ein Vorreiter bei der Unterstützung von Apples Passbook.

## Partnerschaften

### Nestlè
Durch die Vereinbarung von 2018, die 2021 erweitert wurde, erwarb Nestlé die Rechte, Starbucks-Kaffee und -Teeprodukte weltweit zu vertreiben. Dies umfasst nicht nur den Verkauf von Starbucks-Kaffee in Supermärkten und Einzelhandelsgeschäften, sondern auch die Einführung von Starbucks-Produkten in das Gastronomiegeschäft von Nestlé, einschließlich Restaurants, Cafés und Hotelketten.

### Aeroplan
In Kanada hat Starbucks eine Partnerschaft mit Aeroplan geschlossen, um Aeroplan-Punkte an Kunden zu vergeben, die ihre Aeroplan- und Starbucks-Konten verknüpfen. Aeroplan-Mitglieder erhalten Punkte, wenn sie Geld auf ihr Starbucks-Konto laden.

### Spotify
Im Mai 2015 ging Starbucks eine Partnerschaft mit dem Musik-Streaming-Dienst Spotify ein. Im Rahmen dieser Partnerschaft wurde den in den USA ansässigen Mitarbeitern ein Spotify-Premium-Abonnement zur Verfügung gestellt, und es wurde Einfluss auf die im Geschäft gespielte Musik durch mit Spotify erstellte Playlists genommen. Außerdem erhielt Starbucks eine eigene kuratierte Spotify-Playlist, die in der mobilen App von Spotify angezeigt werden sollte.

### PepsiCo
Im Jahr 2015 unterzeichnete Starbucks einen Vertrag mit PepsiCo zur Vermarktung und zum Vertrieb von Starbucks-Produkten in mehreren lateinamerikanischen Ländern.

### Uber Eats
Im Dezember 2018 erweiterte Starbucks seine Partnerschaft mit Uber Eats, um seine Getränke bis vor die Haustür von US-Kunden zu bringen, so wie es bereits seit einiger Zeit in China praktiziert wurde.

### Arla Foods
Starbucks bietet in Geschäften und Supermärkten eine Reihe von trinkfertigen Eiskaffeeprodukten an, die unter Lizenz der dänisch-schwedischen Molkereigenossenschaft Arla Foods hergestellt werden.

## Kritik

### Handel mit Kaffeeerzeugern
Ein Rechtsstreit zwischen äthiopischen Kaffeebauern und Starbucks belastete 2007 den Ruf von Starbucks als fairer Handelspartner. Zwar bezahlt Starbucks den Bauern einen überdurchschnittlich hohen Preis, doch die äthiopischen Bauern wollten durch einen juristischen Namensschutz der Anbauregion als Warenzeichen Sidamo mehr Kontrolle über den Vertrieb und damit auch einen noch höheren Preis erhalten. Starbucks wollte jedoch kein Lizenzabkommen unterschreiben und veranlasste über den Kaffeeverband National Coffee Association (NCA) einen Widerspruch gegen den Namensschutz. Eine enge Verbindung zur NCA bestand durch Dub Hay, Vizepräsident von Starbucks und zuständig für den weltweiten Einkauf, der gleichzeitig als Lobbyist für die NCA tätig war. Die NCA hatte zunächst durch juristischen Einspruch erreicht, dass das Patentamt den äthiopischen Antrag ablehnte. Als Folge des drohenden Ansehensverlustes erkannte Starbucks jedoch im Juni 2007 die drei äthiopischen Kaffeesorten Sidamo, Harar und Yirgacheffe als Handelsmarken an und unterzeichnete einen Lizenz-, Vertriebs- und Marketingvertrag.
Starbucks gibt an, den Kaffee „fair“ einzukaufen und praktiziert durch das eigene Projekt „C.A.F.E. (Coffee and Farmer Equity) Practices“ die Bezahlung eines über dem Markt liegenden Preises mit Einbeziehung qualitativer, wirtschaftlicher, ökologischer und sozialer Kriterien, erarbeitet durch Kaffeebauern, Nachhaltigkeitsexperten und Mitarbeiter der „Conservation International“ (CI). C.A.F.E. wurde im Jahr 2000 unabhängig gegründet und stieg später aus dem direkten Verhandlungen mit Starbucks aus. CI vermittelt zu den Einkaufsabteilungen diverser Konzerne. Dadurch würden humanitäre Projekte unterstützt, etwa „CSR Projekte“ an Schulen der Fundraising Akademie gGmbH.

### Gewerkschaftsfeindliche Unternehmenspolitik
Kritiker wie Naomi Klein, Autorin des Buches No Logo, werfen dem Unternehmen vor, einen Verdrängungswettbewerb zu Lasten lokaler Betriebe und der bei Starbucks beschäftigten Mitarbeiter auszufechten. Die internationale Gewerkschaft IWW rief im August 2006 zum Boykott von Starbucks auf, nachdem vier ihrer Mitglieder, die der IWW Starbucks Workers Union angehörten, gekündigt worden waren. Bis zum Ende des Jahres 2006 erhöhte sich die Zahl der Gekündigten auf fünf IWW-Mitglieder.
Im April 2007 erhob die Nationale Behörde für Arbeitsbeziehungen der USA (National Labour Relations Board, NLRB) auf Betreiben der IWW Anklage gegen Starbucks in 30 Fällen. Es ging um angeblich gewerkschaftsfeindliche Praktiken, unfaire Maßnahmen gegen Angestellte und Kündigungen unter angeblich konstruierten Vorwänden. Der Prozess begann im August 2007 in New York und dauerte zu Beginn des Jahres 2008 an.
Im März 2008 wurde der Konzern verurteilt, rund 100 Millionen Dollar einbehaltener Trinkgelder an Beschäftigte zurückzuzahlen. Eine Beschäftigte hatte seit 2004 eine Sammelklage gegen die Praxis geführt, Vorgesetzte in Starbucks-Shops an den Trinkgeldern ihrer Mitarbeiter zu beteiligen.
Der Autor Günter Wallraff schrieb 2009, nach „Recherchen hinter der In-Fassade der Kaffeehauskette Starbucks“, dort würden „menschenunwürdige Verhältnisse“ herrschen.
In deutschen Filialen wurden laut Berichten aus den Jahren 2010 und 2011 Betriebsräte gezielt nach Vorgaben und unter Druck der Geschäftsleitung gewählt. Diese angeblichen Arbeitnehmervertreter seien nach Auskunft der Gewerkschaft Nahrung-Genuss-Gaststätten nicht ihren Kollegen, sondern der Geschäftsleitung gegenüber loyal. Tatsächlich unabhängige Betriebsräte würden mit falschen Anschuldigungen und Abmahnungen drangsaliert und zur Aufgabe der Arbeitsstelle genötigt.
Im Dezember 2021 stimmten Starbucks-Beschäftigte in Buffalo im US-Bundesstaat New York erstmals für die Gründung einer lokalen Gewerkschaft. BBC berichtete im Februar 2022, dass Starbucks eine Reihe von Beschäftigten entlassen habe, die sich in Tennessee um die Gründung einer Gewerkschaft bemühten. Dies sei eine von mehr als 50 gewerkschaftsfeindlichen Aktionen in den USA. Das Unternehmen erklärte, die Mitarbeiter hätten wissentlich gegen die Unternehmensregeln verstoßen, indem sie sich nach Geschäftsschluss in den Betriebsräumen aufgehalten hätten. Gewerkschaftsvertreter erklärten, das Unternehmen versuche mit seinen Vergeltungsmaßnahmen, die Organisierung der Mitarbeitenden zu behindern. In Dutzenden weiteren Filialen der Kette wurden Abstimmungen über den Beitritt zu einer Gewerkschaft beantragt, was den Beschäftigten die Möglichkeit gäbe, als Gruppe mit dem Unternehmen über Löhne und Arbeitsbedingungen zu verhandeln.

### Steuervermeidung
Starbucks macht sich im Rahmen seiner internationalen Steuerplanung Strategien wie Double Irish With a Dutch Sandwich zunutze, um die Konzernsteuerlast zu verringern. Verschiedene Nichtregierungsorganisationen und Politiker kritisieren diese Praxis. Als Konsequenz kündigte Starbucks im April 2014 an, seine Europa-Zentrale von Amsterdam nach London zu verlegen und damit mehr Steuern im Vereinigten Königreich zu zahlen, wo sich mit 800 Filialen mehr als die Hälfte aller europäischen Filialen befinden, was 2012 als Steuervermeidung in der Presse war. Starbucks hatte an „Starbucks EMEA“ in den Niederlanden, wo die Steuern günstiger waren, Lizenzgebühren an sich selbst bezahlt. Die Europäische Union verurteilte Starbucks im Oktober 2015 zu einer Zahlung von bis zu 30 Millionen Euro. Die Europäische Kommission kam zu dem Schluss, dass Steuervorbescheide (siehe auch Luxemburg Leaks), die die Steuerlast eines Unternehmens künstlich verringern, illegal sind. Es werden EU-Beihilfevorschriften verletzt, da Starbucks ein illegaler Wettbewerbsvorteil gegenüber anderen Kaffeehäusern gewährt wurde. Sowohl Starbucks als auch Luxemburg wehren sich gegen das Urteil und beharren auf dem Standpunkt, keine Regeln der OSZE verletzt zu haben. Es ist nicht bekannt, ob Starbucks in Zukunft die für illegal erklärte Steuerpraxis ändern wird. Am 24. September 2019 urteilte das Gericht der Europäischen Union (EuG), dass Starbucks in den Niederlanden keine illegalen Steuervorteile erhalten hatte.

### Abfallproblematik
Seit vielen Jahren wird das Müllaufkommen insbesondere durch die Wegwerfbecher kritisiert. Dem begegnet Starbucks damit, dass Kunden das Getränk in den eigenen, mitgebrachten Becher füllen lassen können. Versuche zum Recycling sind bisher gescheitert.

### „Superpendeln“ für designierten CEO
Mitte 2024 berichteten Medien über das Angebot des Unternehmens an Brian Niccol, dieser könne nach Antritt des Postens als Chief Executive Officer (CEO) die Hybridarbeit-Richtlinie des Unternehmens durch Pendeln zwischen dem Firmensitz in Seattle und seinem etwa 1600 Kilometer entfernten Wohnort in Newport Beach erfüllen. Die Vorstellung eines mehrmals in der Woche per Privatjet pendelnden CEO erregte aufgrund der absehbaren CO2-Bilanz Entrüstung bei Beschäftigten und Verbrauchern.